# Kōichi Itagaki
Kōichi Itagaki (板垣 公一?, Itagaki Kōichi; 12 novembre 1947) è un imprenditore e astronomo giapponese, residente in Teppo-cho, Yamagata. Osserva dal suo osservatorio,
chiamato Itagaki Astronomical Observatory, codice internazionale D94.

## Scoperte
| Tipo di oggetto                                    | Denominazione                    | Data della scoperta | Coscopritori                                   | Fonti                |
| -------------------------------------------------- | -------------------------------- | ------------------- | ---------------------------------------------- | -------------------- |
| Variabile SU Ursae Majoris                         | V1389 Tau                        | 7 agosto 2008       | -                                              | [ 3 ] [ 4 ]          |
| nova                                               | V1721 Aql                        | 22 settembre 2008   | -                                              | [ 5 ]                |
| cometa                                             | C/2009 E1 Itagaki                | 14 marzo 2009       | -                                              | [ 6 ]                |
| nova                                               | V2672 Oph                        | 16 agosto 2009      | -                                              | [ 7 ]                |
| nova                                               | KT Eridani                       | 25 novembre 2009    | -                                              | [ 8 ]                |
| nova                                               | V5591 Sgr                        | 26 giugno 2012      | Yukio Sakurai                                  | [ 9 ]                |
| Variabile SU Ursae Majoris (Variabile WZ Sagittae) | TCP J15375685-2440136 (Bilancia) | 8 febbraio 2013     | -                                              | [ 10 ]               |
| Variabile SU Ursae Majoris (Variabile WZ Sagittae) | V1838 Aql                        | 31 maggio 2013      | -                                              | [ 11 ]               |
| nova                                               | V339 Del                         | 14 agosto 2013      | -                                              | [ 12 ]               |
| nova                                               | V1830 Aql                        | 28 ottobre 2013     | -                                              | [ 13 ] [ 14 ]        |
| nova                                               | V556 Ser                         | 24 novembre 2013    | -                                              | [ 15 ]               |
| nova                                               | V5669 Sgr                        | 27 settembre 2015   | Akira Takao Yuji Nakamura                      | [ 16 ]               |
| nova                                               | V1831 Aql                        | 5 ottobre 2015      | ASASSN                                         | [ 17 ]               |
| nova                                               | V5855 Sgr                        | 20 ottobre 2016     | -                                              | [ 18 ]               |
| nova                                               | V3662 Oph                        | 8 maggio 2017       | -                                              | [ 19 ]               |
| nova                                               | V1707 Sco                        | 15 settembre 2019   | Minoru Yamamoto Tadashi Kojima Hideo Nishimura | [ 20 ]               |
| nova                                               | V606 Vul                         | 16 luglio 2021      | -                                              | [ 21 ] [ 22 ] [ 23 ] |
| nova                                               | V6597 Sgr                        | 16 maggio 2023      | -                                              | [ 24 ]               |
| nova                                               | V1725 Sco                        | 9 settembre 2024    | -                                              | [ 25 ]               |
| nova                                               | V7992 Sgr                        | 29 gennaio 2025     | -                                              | [ 26 ]               |

Ha scoperto inoltre altre due comete: della prima, la cometa C/1968 H1 Tago-Honda-Yamamoto, non poté segnalare immediatamente la scoperta che fu quindi attribuita ad altri tre osservatori giapponesi; della seconda, la cometa 205P/Giacobini, la sua fu una riscoperta, importante comunque, perché avvenuta 111 anni dopo l'ultima osservazione della cometa del 1896. Ha scoperto inoltre sei novae in M31.
Itagaki ha anche scoperto una nova ricorrente in M31, M31N 2017-01e .

## Supernovae scoperte
Itagaki è lo scopritore o coscopritore al 24 maggio 2023 di 105 supernove extragalattiche. In ordine di scoperta:
| Supernova | Galassia         | Fonte                 | Note                                                                                            |
| --------- | ---------------- | --------------------- | ----------------------------------------------------------------------------------------------- |
| 2001bq    | NGC 5534         | IAUC 7628             |                                                                                                 |
| 2001gd    | NGC 5033         | IAUC 7761             | coscoperta assieme all'astrofilo italiano Alessandro Dimai                                      |
| 2003 cg   | NGC 3169         | IAUC 8097             | coscoperta assieme all'astrofilo britannico Ron Arbour                                          |
| 2003ed    | NGC 5303A        | IAUC 8129             |                                                                                                 |
| 2003ia    | NGC 6109         | IAUC 8201             |                                                                                                 |
| 2003iy    | NGC 6143         | IAUC 8230             |                                                                                                 |
| 2004A     | NGC 6207         | IAUC 8265             |                                                                                                 |
| 2004B     | IC 390           | IAUC 8268             |                                                                                                 |
| 2004aw    | NGC 3997         | IAUC 8310             | coscoperta assieme all'astrofilo britannico Tom Boles                                           |
| 2004dj    | NGC 2403         | IAUC 8377             |                                                                                                 |
| 2004eo    | NGC 6928         | IAUC 8406             |                                                                                                 |
| 2004ez    | NGC 3430         | IAUC 8419             |                                                                                                 |
| 2005ab    | NGC 4617         | IAUC 8478             |                                                                                                 |
| 2005ad    | NGC 941          | IAUC 8479             |                                                                                                 |
| 2005cz    | NGC 4589         | IAUC 8569             |                                                                                                 |
| 2005dp    | NGC 5630         | IAUC 8591             |                                                                                                 |
| 2006bp    | NGC 3953         | IAUC 8700             |                                                                                                 |
| 2006ch    | NGC 7753         | IAUC 8711             |                                                                                                 |
| 2006dy    | NGC 5587         | IAUC 8736             |                                                                                                 |
| 2006ep    | NGC 214          | IAUC 8744             | coscoperta assieme a Niels Joubert e Weidong Li del LOSS/KAIT                                   |
| 2006et    | NGC 232          | IAUC 8745             |                                                                                                 |
| 2006gi    | NGC 3147         | IAUC 8751             |                                                                                                 |
| 2006gs    | NGC 3977         | IAUC 8754             |                                                                                                 |
| 2006jc    | UGC 4904         | IAUC 8762             | coscoperta assieme all'astrofilo americano Tim Puckett e all'astrofilo italiano Roberto Gorelli |
| 2006my    | NGC 4651         | IAUC 8773             |                                                                                                 |
| 2006ov    | NGC 4303 (M61)   | IAUC 8781             |                                                                                                 |
| 2006qp    | NGC 5735         | IAUC 8782             |                                                                                                 |
| 2007B     | NGC 7315         | IAUC 8792             |                                                                                                 |
| 2007C     | NGC 4981         | IAUC 8792             |                                                                                                 |
| 2007af    | NGC 5584         | IAUC 8817             |                                                                                                 |
| 2007 cd   | NGC 5174         | IAUC 8843             |                                                                                                 |
| 2007gi    | NGC 4036         | IAUC 8864             |                                                                                                 |
| 2007gw    | NGC 4161         | IAUC 8874 e IAUC 8875 |                                                                                                 |
| 2007 kJ   | NGC 7803         | Cbet 1092             |                                                                                                 |
| 2008B     | NGC 5829         | Cbet 1194             |                                                                                                 |
| 2008R     | NGC 1200         | Cbet 1230             |                                                                                                 |
| 2008ax    | NGC 4490         | Cbet 1280             | coscoperta assieme a Robin Mostardi, Weidong Li, Alexei Vladimir Filippenko del LOSS/KAIT       |
| 2008bt    | NGC 3404         | Cbet 1336             | coscoperta assieme a Dustin Winslow, Weidong Li e Alexei Vladimir Filippenko del LOSS/KAIT      |
| 2008dv    | NGC 1343         | Cbet 1425             |                                                                                                 |
| 2008fv    | NGC 3147         | Cbet 1520             |                                                                                                 |
| 2008gz    | NGC 3672         | Cbet 1566             | coscoperta assieme a Ralph Martin                                                               |
| 2008 hz   | galassia anonima | Cbet 1609             | ritenuta inizialmente una nova di M31                                                           |
| 2008ij    | NGC 6643         | Cbet 1626             |                                                                                                 |
| 2008in    | NGC 4303 (M61)   | Cbet 1636             |                                                                                                 |
| 2009N     | NGC 4487         | Cbet 1670             |                                                                                                 |
| 2009ds    | NGC 3905         | Cbet 1784             |                                                                                                 |
| 2009fu    | NGC 846          | Cbet 1832             |                                                                                                 |
| 2009ga    | NGC 7678         | Cbet 1839             |                                                                                                 |
| 2009gf    | NGC 5525         | Cbet 1844             |                                                                                                 |
| 2009hi    | NGC 7647         | Cbet 1872             | coscoperta assieme al LOSS                                                                      |

| Supernova | Galassia         | Fonte           | Note                                           |
| --------- | ---------------- | --------------- | ---------------------------------------------- |
| 2009im    | NGC 1355         | Cbet 1925       |                                                |
| 2009js    | NGC 918          | Cbet 1969       | coscoperta assieme al LOSS                     |
| 2009kr    | NGC 1832         | Cbet 2006       |                                                |
| 2009md    | NGC 3389         | Cbet 2065       |                                                |
| 2009mh    | NGC 3839         | Cbet 2074       |                                                |
| 2009nk    | NGC 5491         | Cbet 2102       |                                                |
| 2010U     | NGC 4214         | Cbet 2161       | è risultata una stella LBV                     |
| 2010ai    | galassia anonima | Cbet 2200       | coscoperta assieme a ROTSE (Zheng e altri)     |
| 2010cr    | NGC 5177         | Cbet 2281       | coscoperta assieme a Palomar Transient Factory |
| 2010dn    | NGC 3184         | Cbet 2299       | è risultata una stella LBV                     |
| 2010dq    | NGC 57           | Cbet 2303       |                                                |
| 2010gv    | galassia anonima | Cbet 2404       |                                                |
| 2010he    | NGC 1120         | Cbet 2421       |                                                |
| 2010ki    | galassia anonima | Cbet 2564       |                                                |
| 2010kp    | galassia anonima | Cbet 2577       |                                                |
| 2010kx    | NGC 7645         | Cbet 2599       |                                                |
| 2011B     | NGC 2655         | Cbet 2625       |                                                |
| 2011ap    | IC 1277          | Cbet 2670       |                                                |
| 2011ek    | NGC 918          | Cbet 2783       |                                                |
| 2011fi    | NGC 1954         | Cbet 2800       |                                                |
| 2011fp    | NGC 57           | Cbet 2820       |                                                |
| 2011hk    | NGC 881          | Cbet 2892       | coscoperta assieme a Yoji Hirose               |
| 2011im    | NGC 7364         | Cbet 2928       |                                                |
| 2011iy    | NGC 4984         | Cbet 2943       |                                                |
| 2012bo    | NGC 4726         | Cbet 3079       |                                                |
| 2012cu    | NGC 4772         | Cbet 3146       |                                                |
| 2012cw    | NGC 3166         | Cbet 3148       |                                                |
| 2012gb    | IC 5193          | Cbet 3288       |                                                |
| 2012ho    | MCG-01-57-21     | Cbet 3339       |                                                |
| 2013bu    | NGC 7331         | Cbet 3498       |                                                |
| 2013cc    | NGC 1961         | Cbet 3512       |                                                |
| 2013fa    | NGC 6956         | Cbet 3641       |                                                |
| 2013fs    | NGC 7610         | Cbet 3671       |                                                |
| 2013ge    | NGC 3287         | Cbet 3701       |                                                |
| 2013gn    | NGC 5557         | Cbet 3727       |                                                |
| 2013hg    | galassia anonima | Cbet 3753       |                                                |
| 2013hl    | NGC 3910         | Cbet 3759       |                                                |
| 2013hq    | NGC 7276         | Cbet 3768       |                                                |
| 2013hu    | NGC 3693         | Cbet 3776       |                                                |
| 2014F     | NGC 6667         | Cbet 3785       |                                                |
| 2014G     | NGC 3448         | Cbet 3787       | coscoperta assieme a Patrick Wiggins           |
| 2014aj    | UGC 3252         | Cbet 3844       |                                                |
| 2014cx    | NGC 337          | Cbet 3963       |                                                |
| 2014dg    | UGC 2855         | Cbet 3978       |                                                |
| 2014dm    | NGC 1516A        | Cbet 3996       |                                                |
| 2014dt    | NGC 4303 (M61)   | Cbet 4011       |                                                |
| 2015A     | NGC 2955         | Cbet 4045       |                                                |
| 2015K     | NGC 7712         | Cbet 4116       |                                                |
| 2015M     | galassia anonima | Cbet 4123       |                                                |
| 2015ab    | NGC 938          | CBET 4173       |                                                |
| 2015ae    | NGC 7753         | CBET 4178       |                                                |
| 2015ba    | IC 1029          | CBET 4209       |                                                |
| 2015bd    | NGC 3662         | CBET 4217       |                                                |
| 2015bf    | NGC 7653         | CBET 4219       |                                                |
| 2016bkv   | NGC 3184         | [ 136 ] [ 137 ] |                                                |
| 2023ixf   | M101             | CBET 5265       |                                                |

## Riconoscimenti
Gli è stato assegnato l'Edgar Wilson Award 2009. 
In suo onore l'asteroide 1997 UN8 è stato chiamato 14551 Itagaki.